# Champ Car Series 2000
De Champ Car Series 2000 was het tweeëntwintigste CART kampioenschap dat gehouden werd tussen 1979 en 2007. Het werd gewonnen door Gil de Ferran.

## Races
|    | Datum        | Circuit                         | Winnaar              | Tweede             | Derde                | Pole position      |
| 1  | 26 maart     | Homestead-Miami Speedway        | Massimiliano Papis   | Roberto Moreno     | Paul Tracy           | Gil de Ferran      |
| 2  | 16 april     | Stratencircuit Long Beach       | Paul Tracy           | Hélio Castroneves  | Jimmy Vasser         | Gil de Ferran      |
| 3  | 30 april     | Jacarepaguá                     | Adrián Fernández     | Jimmy Vasser       | Paul Tracy           | Alex Tagliani      |
| 4  | 14 mei       | Twin Ring Motegi                | Michael Andretti     | Dario Franchitti   | Roberto Moreno       | Juan Pablo Montoya |
| 5  | 27 mei       | Nazareth Speedway               | Gil de Ferran        | Mauricio Gugelmin  | Kenny Bräck          | Juan Pablo Montoya |
| 6  | 5 juni       | Milwaukee Mile                  | Juan Pablo Montoya   | Michael Andretti   | Patrick Carpentier   | Juan Pablo Montoya |
| 7  | 18 juni      | Belle Isle Park                 | Hélio Castroneves    | Massimiliano Papis | Oriol Servià         | Juan Pablo Montoya |
| 8  | 25 juni      | Portland International Raceway  | Gil de Ferran        | Roberto Moreno     | Christian Fittipaldi | Hélio Castroneves  |
| 9  | 2 juli       | Cleveland                       | Roberto Moreno       | Kenny Bräck        | Cristiano da Matta   | Roberto Moreno     |
| 10 | 16 juli      | Stratencircuit Toronto          | Michael Andretti     | Adrián Fernández   | Paul Tracy           | Hélio Castroneves  |
| 11 | 23 juli      | Michigan International Speedway | Juan Pablo Montoya   | Michael Andretti   | Dario Franchitti     | Paul Tracy         |
| 12 | 30 juli      | Chicago Motor Speedway          | Cristiano da Matta   | Michael Andretti   | Gil de Ferran        | Juan Pablo Montoya |
| 13 | 13 augustus  | Mid-Ohio Sports Car Course      | Hélio Castroneves    | Gil de Ferran      | Christian Fittipaldi | Gil de Ferran      |
| 14 | 20 augustus  | Road America                    | Paul Tracy           | Adrián Fernández   | Kenny Bräck          | Dario Franchitti   |
| 15 | 3 september  | Stratencircuit Vancouver        | Paul Tracy           | Dario Franchitti   | Adrián Fernández     | Dario Franchitti   |
| 16 | 10 september | Laguna Seca                     | Hélio Castroneves    | Gil de Ferran      | Dario Franchitti     | Hélio Castroneves  |
| 17 | 17 september | Gateway International Raceway   | Juan Pablo Montoya   | Patrick Carpentier | Roberto Moreno       | Juan Pablo Montoya |
| 18 | 1 oktober    | Stratencircuit Houston          | Jimmy Vasser         | Juan Pablo Montoya | Gil de Ferran        | Gil de Ferran      |
| 19 | 15 oktober   | Surfers Paradise                | Adrián Fernández     | Kenny Bräck        | Jimmy Vasser         | Juan Pablo Montoya |
| 20 | 29 oktober   | California Speedway             | Christian Fittipaldi | Roberto Moreno     | Gil de Ferran        | Gil de Ferran      |

## Eindrangschikking (Top 10)
| Rank | Rijder             | Ptn |
| ---- | ------------------ | --- |
| 1.   | Gil de Ferran      | 168 |
| 2.   | Adrián Fernández   | 158 |
| 3.   | Roberto Moreno     | 147 |
| 4.   | Kenny Bräck        | 135 |
| 5.   | Paul Tracy         | 134 |
| 6.   | Jimmy Vasser       | 131 |
| 7.   | Hélio Castroneves  | 129 |
| 8.   | Michael Andretti   | 127 |
| 9.   | Juan Pablo Montoya | 126 |
| 10.  | Cristiano da Matta | 112 |

1979 · 
1980 ·
1981 ·
1982 ·
1983 ·
1984 ·
1985 ·
1986 ·
1987 ·
1988 ·
1989 ·
1990 ·
1991 ·
1992 ·
1993 ·
1994 ·
1995 ·
1996 ·
1997 ·
1998 ·
1999 ·
2000 ·
2001 ·
2002 ·
2003 ·
2004 ·
2005 ·
2006 ·
2007